# 阿爾韋亞爾將軍縣 (門多薩省)

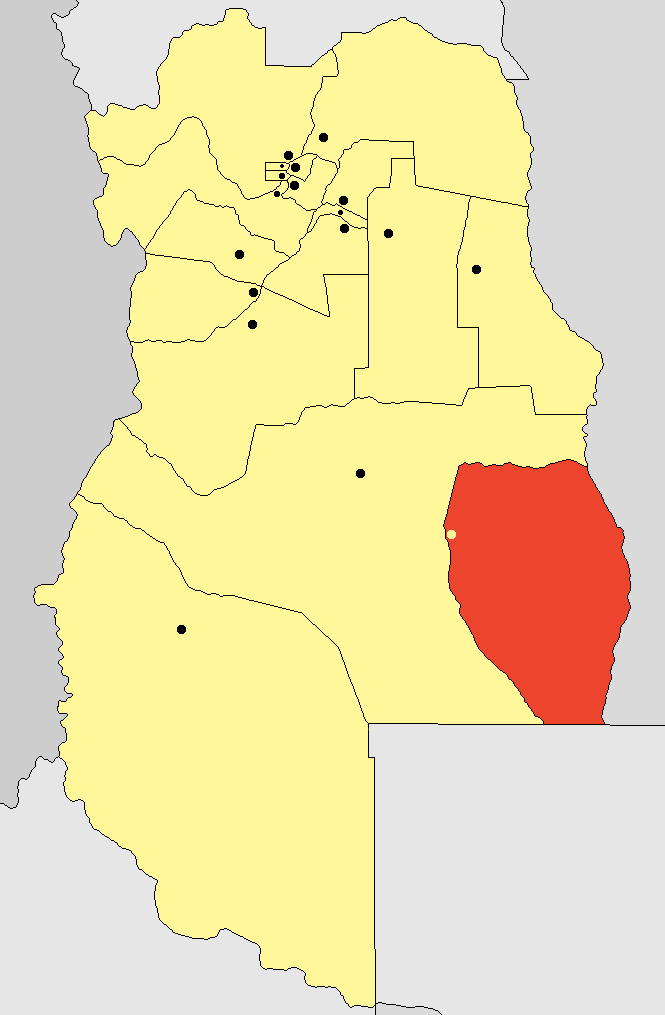

34°58′S 67°42′W / 34.967°S 67.700°W
阿爾韋亞爾將軍縣（西班牙語：Departamento General Alvear），是阿根廷的縣份，位於該國西部門多薩省，首府設於阿爾韋亞爾將軍鎮，始建於1912年8月12日，面積14,448平方公里，每年平均降雨量329毫米，2010年人口46,429，人口密度每平方公里3.21人。